# Бистрово (Поназирєвський район)
Бистрово (рос. Быстрово) — присілок в Поназирьовському районі Костромської області Російської Федерації.
Населення становить 192 особи. Входить до складу муніципального утворення селище Поназирово.

## Історія
У 1962-1965 роках населений пункт належав до Шар'їнського району.
Від 2007 року входить до складу муніципального утворення селище Поназирово.

## Населення
| 2008 | 2010 | 2014 |
| ---- | ---- | ---- |
| 199  | ↘180 | ↗192 |